# Battlezone II: Combat Commander
Battlezone II: Combat Commander é um jogo de computador misto de estrategia e ação, ele foi desenvolvido pela Pandemic Studios e comercializado pela Activision em 1999. O jogo aprensenta modo singleplayer onde existe uma variada gama de cenarios. Além do modo singleplayer existe o modo multiplayer que apresenta uma pequena mas dedicada comunidade.